# ジェニーの記憶
『ジェニーの記憶』（ジェニーのきおく、The Tale）は2018年のアメリカ合衆国・ドイツのテレビ映画。監督はジェニファー・フォックス、主演はローラ・ダーンが務めた。日本での放送はスターチャンネルが担当した。
フォックスは2023年の「ニューヨーク・タイムズ」のインタビューで、映画は自身の少女時代を基にしており、加害者は、ボート競技で2度オリンピックメダルをとり、オリンピックコーチを9回務めたスポーツ界の伝説的存在テッド・ナッシュであることを明らかにしている。

## ストーリー
ジェニファー・フォックス（ジェニー）はドキュメンタリー作家として成功を収めており、大学で教鞭も執っていた。そんなある日、母親のネッティがジェニーに電話をかけてきた。ジェニーが13歳の頃に書いた文章が発見されたのだが、そこには成人男性と性的関係を持ったことが記されていたのだという。ネッティは怒り狂う一方で、ジェニーは困惑するばかりだった。というのも、彼女にそんな記憶はなかったからである。自分の意志で大人と親密な関係になったという記憶はあったが、成人男性と性的関係を持ったという記憶はなかったのである。
13歳の夏、ジェニーは乗馬教室に通うことになった。教師のジェーン・グラハムはとても美しく魅力的で、ジェニーは強い憧れを抱き「先生」と呼び慕っていた。
しかしジェーンには秘密があり既婚者だが向かいに住む元メダリストで陸上コーチのウィリアム・P・アレンズ（ビル）と交際している。
ビルはコーチとして乗馬教室の子供たちに基礎トレーニングの指導もしていた。
夏休みが終わった後も、ジェニーは乗馬教室に通い続けた。知らず知らずのうちに、ジェニーはジェーン抜きでビルと2人きりで過ごす時間が増えていく。やがて、ビルは言葉巧みにジェニーを誘導し何回もレイプするに至ったが、「これは愛なんだよ」とジェニーに言い聞かせ、自身が告発されることを回避した。
あの夏の思い出は「年上の男性との美しい恋」だったはず。
混乱するばかりの48歳になったジェニーだったが、徐々に蘇っていく記憶や当時を知る人々の証言により現実を受け入れざるを得なくなっていく。レイプされた記憶がなかったのは、被害者になってしまった事実を受け入れられずに無意識のうちに記憶が抑圧されていたのだと解釈するよりなかった。ジェニーはその後も捜査を続けたが、判明した事実は彼女が想定していた以上におぞましいものであった。

## キャスト
- ジェニファー・フォックス（ジェニー）: ローラ・ダーン、15歳: ジェシカ・サラ・フラウム、13歳: イザベル・ネリッセ

ドキュメンタリーを得意とする映画監督。現代パートでは48歳。婚約者と同居しておりもうすぐ式が控えている。 13歳の頃は同級生に比べると非常に幼い容姿をしていた。。
- ナディーン・フォックス（ネッティ）:エレン・バースティン
  - 若年期:ローラ・アレン
- ウィリアム・P・アレンズ（ビル）:ジョン・ハード
  - 若年期:ジェイソン・リッター

陸上の元メダリストで大学などでも陸上コーチを務めていた。
離婚歴があり息子がいるらしい。ジェーンの記憶では当時40歳くらい。
- ジェーン・グラハム: フランセス・コンロイ
  - 若年期: エリザベス・デビッキ
- マーティン: コモン
- フラニー: ティナ・パーカー
  - 若年期: イザベラ・アマラ

## 製作
2015年5月5日、ローラ・ダーン、エレン・バースティン、エリザベス・デビッキ、セバスチャン・コッホがジェニファー・フォックス監督の新作映画に出演すると報じられた（コッホは結局出演しなかった）。2016年5月14日、コモン、ジェイソン・リッター、フランセス・コンロイ、ジョン・ハードらがキャスト入りした。
2018年1月20日、本作はサンダンス映画祭でプレミア上映された。26日、HBOフィルムズが本作の全米配給権を700万ドルで獲得したと発表した。

## 評価
本作は批評家から絶賛されている。映画批評集積サイトのRotten Tomatoesには67件のレビューがあり、批評家支持率は98%、平均点は10点満点で9点となっている。サイト側による批評家の見解の要約は「『ジェニーの記憶』は取り扱いが極めて困難な課題を上手く取り上げている。気品が感じられると共に、感情の襞を見事に表現している作品でもある。また、ローラ・ダーンの名演技も見物である。」となっている。また、Metacriticには26件のレビューがあり、加重平均値は90/100となっている。
本作は第70回プライムタイム・エミー賞で作品賞（テレビ映画部門）と主演女優賞（リミテッドシリーズ/テレビ映画部門）にノミネートされたが、受賞には至らなかった。